# Conistra pulverea
Conistra pulverea är en fjärilsart som beskrevs av Jacob Hübner 1827. Conistra pulverea ingår i släktet Conistra och familjen nattflyn. Inga underarter finns listade i Catalogue of Life.